# Vráž (okres Beroun)
Obec Vráž (německy Raasch) se nachází v okrese Beroun, kraji Středočeském, asi 5 km severovýchodně od Berouna. Žije zde přibližně 1 300 obyvatel.

## Historie

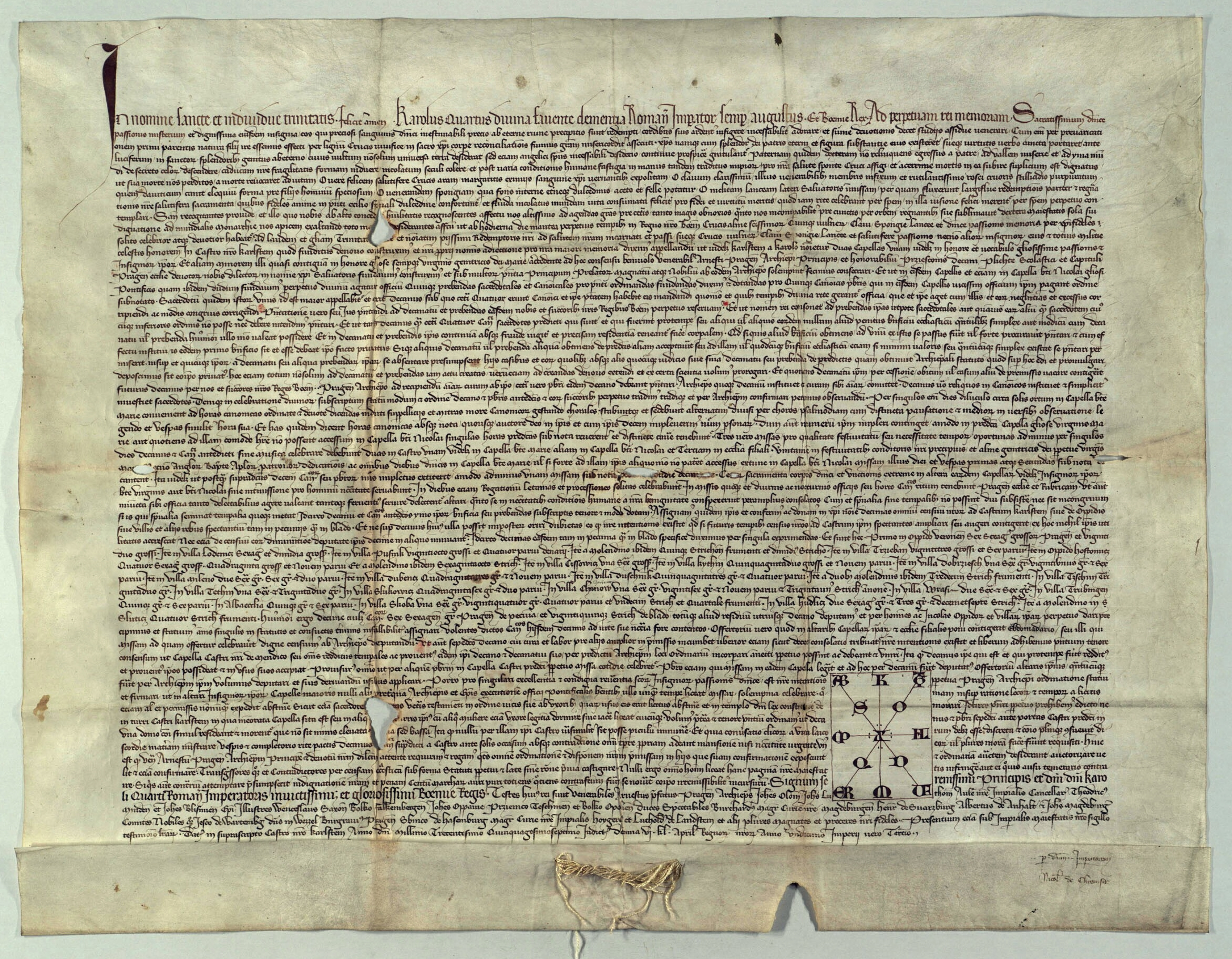
Zakládací listina kapituly karlštejnské vydaná císařem Karlem IV. zmiňuje obec Vráž

### Rok 1320 – iudex de Wraz
První zmínka o obci je v historických písemných pramenech činěna k roku 1320, kdy se připomíná rychtář ve Vráži („iudex de Wraz“).

### Rok 1357 – kapitula karlštejnská
Ze Zakládací listiny kolegiátní kapituly Nanebevzetí Panny Marie na hradě Karlštejně, vydané císařem Karlem IV. 27. 3. 1357 vychází najevo, že Vráž byla součástí panství příslušného k nově vybudovanému hradu Karlštejnu. Hrad, který dal vybudovat císař a český král Karel IV. byl stavěn v letech 1348–1355. Při hradním kostele Nanebevzetí Panny Marie byla zřízena kolegiátní kapitula majetkově zajištěna krom jiného i platy z obce Vráž, kdy obec byla povinna podporovat kapitulu platbou dvou kop a šesti grošů, tedy částkou 126 grošů.
Císař Karel IV, nejspíš na přelomu roku 1356 a 1357 uložil adaptovat v té době již dokončenou menší obytnou věž pro karlštejnskou kolegiátní kapitulu, založenou následně dne 27. března 1357. Obytná komnata v II. patře byla upravena na kapitulní kostel Nanebevzetí Panny Marie, přilehlá oratoř v jižní obvodové zdí na trezorovou kapli sv. Kateřiny, určenou pro uložení soukromého pokladu Kristových pašijí a sbírky relikvií svatých. Kaple sv. Kateřiny byla vyzdobena inkrustacemi drahými kameny a nástěnnými malbami, a v roce 1357 byl do ní uložen zemský kříž a říšské korunovační klenoty. Interiér kostela Nanebevzetí Panny Marie zdobí výjevy z Apokalypsy a výjevy zobrazující Karla IV. při přejímání posvátných předmětů určených k uložení na hradě Karlštejně.
Hlavní úkol karlštejnské kapituly spočíval v zajištění ochrany a péče o poklady, které císař získal a měl v úmyslu na hradě uložit. Neméně významným úkolem kanovníků karlštejnské kapituly bylo i pořádání bohoslužeb v hradních kaplích. Tradice bohoslužeb za císaře a krále Karla IV. má dlouhou tradici. Karel IV. již za svého života ustanovil, aby na něho bylo pamatováno při bohoslužbách v Mariánské kapli hradu Karlštejna, vždy v jeho úmrtní den. Zádušní mši má konat kapitulní děkan spolu s kanovníky kapituly. Tato tradice se koná bez přerušení každý rok od 29. listopadu 1378, kdy Karel IV. zemřel.
Zřejmě díky této vazbě obce Vráž ke kolegiátní kapitule Nanebevzetí Panny Marie na hradě Karlštejně byli několikrát v historii (1682, 1762…) poddaní karlštejnští z obce Vráž křtěni a oddáváni v této významné kapli na hradě Karlštejně. Potomci těchto poddaných karlštejnských žijí v obci dodnes.
Osudy obce Vráž jsou shodné s dějinami panství hradu Karlštejn. V roce 1625 byly statky příslušné ke Karlštejnu a s nimi i Vráž předány k užívání královně. Před předáním karlštejnského panství královnině komoře bylo panství v roce 1622 odhádáno a ve výčtu příslušných vsí byla jmenována i Vráž. V roce 1631 byly hrad a panství zastaveny Janu Kavkovi Říčanskému z Říčan († 1645). Z jeho tří dcer Ludmila Benigna, vdaná za Františka Matyáše ze Šternberka († 1650), nakonec získala větší díl Karlštejna a prodala jej synovi Janu Norbertovi hr. ze Šternberka († 1678). V roce 1693 bylo českou královskou komorou panství karlštejnské odhádáno a rozhodnuto o jeho prodeji s výjimkou hradu, který se stal opět vlastnictvím krále. Nakonec získala panství v roce 1705 císařovna Eleonora. Po ní dědily a užívaly panství manželky panovníků jako věnné panství české královny. A to až do roku 1755, kdy Marie Terezie věnovala statek nově zřízenému Ústavu šlechtičen na Hradčanech. Ten byl vrchností až do konce patrimoniální správy v roce 1850.

### Rok 1651 – soupis poddaných dle víry z karlštejnského panství
V průběhu třicetileté války utrpěla obec velké škody pro veliké durchcuky lidu vojenského, jsouce na největší generální silnici. V roce 1651 žil v obci jediný sedlák a tři chalupníci, celkem 8 dospělých osob. Sedm selských usedlostí (statků) bylo pustých.
We wsi Wraži
Jan Dwořák poddaný sedlák 40 let katolík
Anna poddaný manželka 36 let katol.
Jakub poddaný syn 20 let katolík
Waczslav Wosmyk poddaný chalupník 50 let katolík
Jan Kwerka poddaný chalupník 65 let katolík
Marta poddaný manželka 49 let katol.
Waczslaw Šenkýř nepoddaný chalupník 60 let katolík
Anna nepoddaný manželka 32 let katol.
…v němž farář se chovával, ale nyní jedno pro schuzelost lidu a druhé pro veliké durchcuky lidu vojenského, jsouce na největší generální silnici, vychovati se nemůže…
Záduší Sv. Vavřince v Pečicích, Sv. Václava v Lodenici, a Sv. Bartoloměje na Vráži jest všechno pusté a žádných desátkův k nim nepřináleží, dluhové ačkoliv se některé vynacházejí však pro pustotinu vesnic k nim přináležejících nyní platiti se nemohou, když někdy služby boží tam se konají tehdy mají svobodu vzíti kněze odkud dostati mohou.
na hradě Karlštejně dne 12. Aprilis, léta přítomného 1651

Václav Želecký, panství karlštejnského purkrabí m. p.

### Rok 1654 – Berní rula
Ještě v roce 1654, tedy šest let po skončení třicetileté války, byl podle Berní ruly pouze jediný z osmi vrážských statků osazený, sedm statků bylo stále pustých: 1x rolník osazený, 7× rolník (statek) pustý, 2× chalupník osazený, 1× chalupník (dům) pustý.

### Rok 1932
V obci Vráž (1014 obyvatel, katol. kostel) byly v roce 1932 evidovány tyto živnosti a obchody: výroba cementového zboží, 3 cihelny, cukrář, obchod s dobytkem, 2 holiči, 3 hostince, kolář, 2 kováři, krejčí, 3 obuvníci, obchod s lahvovým pivem, pekař, řezník, 8 obchodů se smíšeným zbožím, Spořitelní a záložní spolek pro Vráž, obchod se střižním zbožím, švadlena, 2 trafiky, truhlář, obchod s uhlím, zahradnictví.
Od 1. ledna 1986 do 31. prosince 1995 k obci patřila Záhrabská.

### Územněsprávní začlenění
Dějiny územněsprávního začleňování zahrnují období od roku 1850 do současnosti. V chronologickém přehledu je uvedena územně administrativní příslušnost obce v roce, kdy ke změně došlo:
- 1357 Panství karlštejnské
- 1850 země česká, kraj Praha, politický okres Smíchov, soudní okres Beroun[9]
- 1855 země česká, kraj Praha, soudní okres Beroun
- 1868 země česká, politický okres Hořovice, soudní okres Beroun
- 1936 země česká, politický i soudní okres Beroun[10]
- 1939 země česká, Oberlandrat Kolín, politický i soudní okres Beroun[11]
- 1942 země česká, Oberlandrat Praha, politický i soudní okres Beroun[12]
- 1945 země česká, správní i soudní okres Beroun[13]
- 1949 Pražský kraj, okres Beroun[14]
- 1960 Středočeský kraj, okres Beroun
- 2003 Středočeský kraj, okres Beroun, obec s rozšířenou působností Beroun

| 1869 | 1880 | 1890 | 1900 | 1910 | 1921 | 1930 | 1950 | 1961 | 1970 | 1980 | 1991 | 2001 | 2011 |
| ---- | ---- | ---- | ---- | ---- | ---- | ---- | ---- | ---- | ---- | ---- | ---- | ---- | ---- |
| 455  | 544  | 602  | 761  | 837  | 889  | 1015 | 1002 | 1029 | 941  | 829  | 768  | 861  | 1047 |

## Pamětihodnosti
Dominantou obce Vráž je věž kostela sv. Bartoloměje, který stojí na návsi a datuje se do roku 1380. Jeho mohutná věž má díky dlátkovitému tvaru střechy charakteristickou siluetu. Střecha věže je zcela mimořádně opatřena dvěma dvojramennými kříži. Kostel je poprvé zmiňován v roce 1380 v tzv. vizitačních aktech pražského arcibiskupství.
Další pamětihodností je místní hřbitov, na kterém je pohřbena operní pěvkyně Marta Krásová a profesor Josef Böhm. Oba dva měli ve Vráži své letní byty.

### Galerie

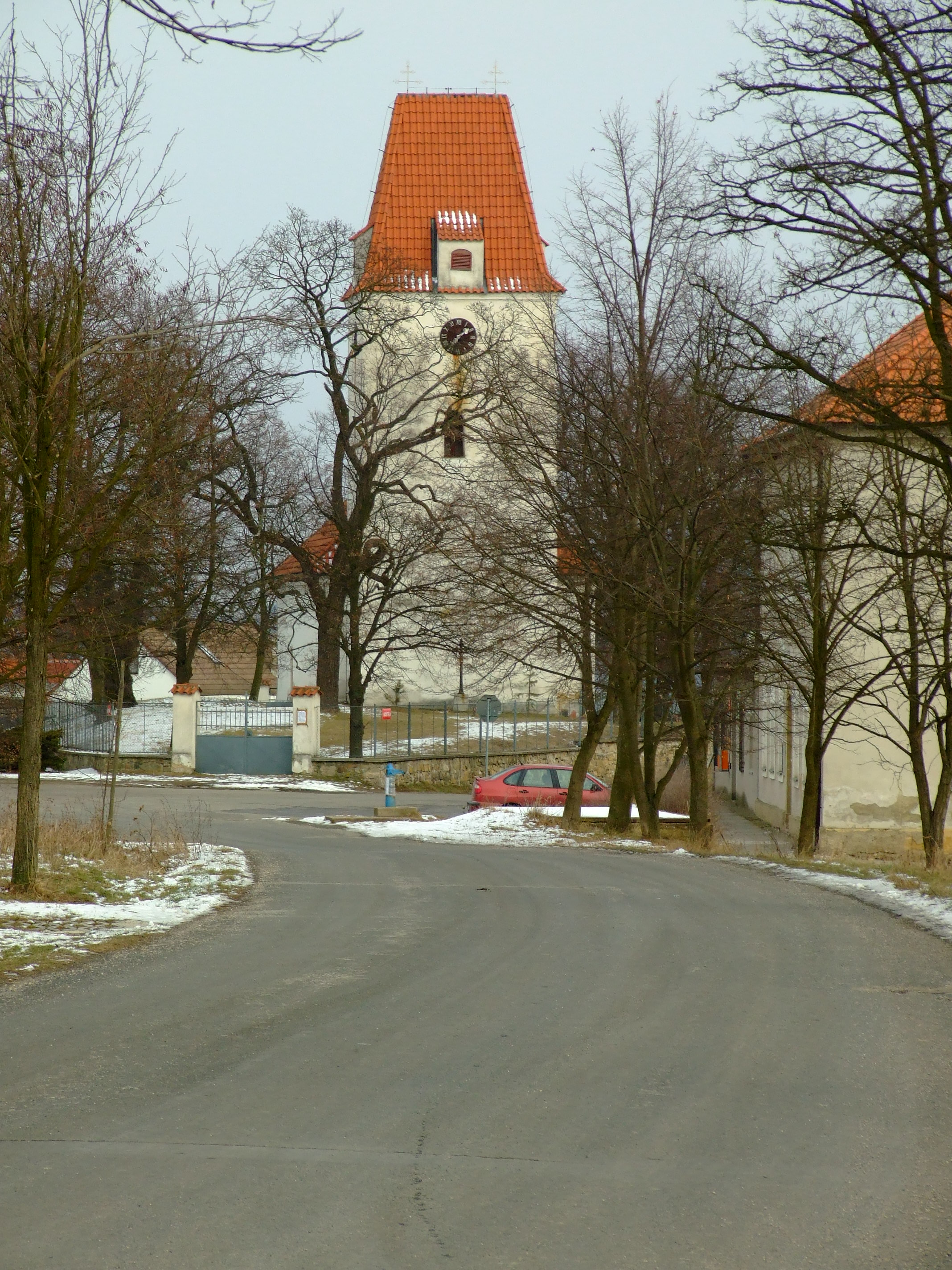
Kostel svatého Bartoloměje
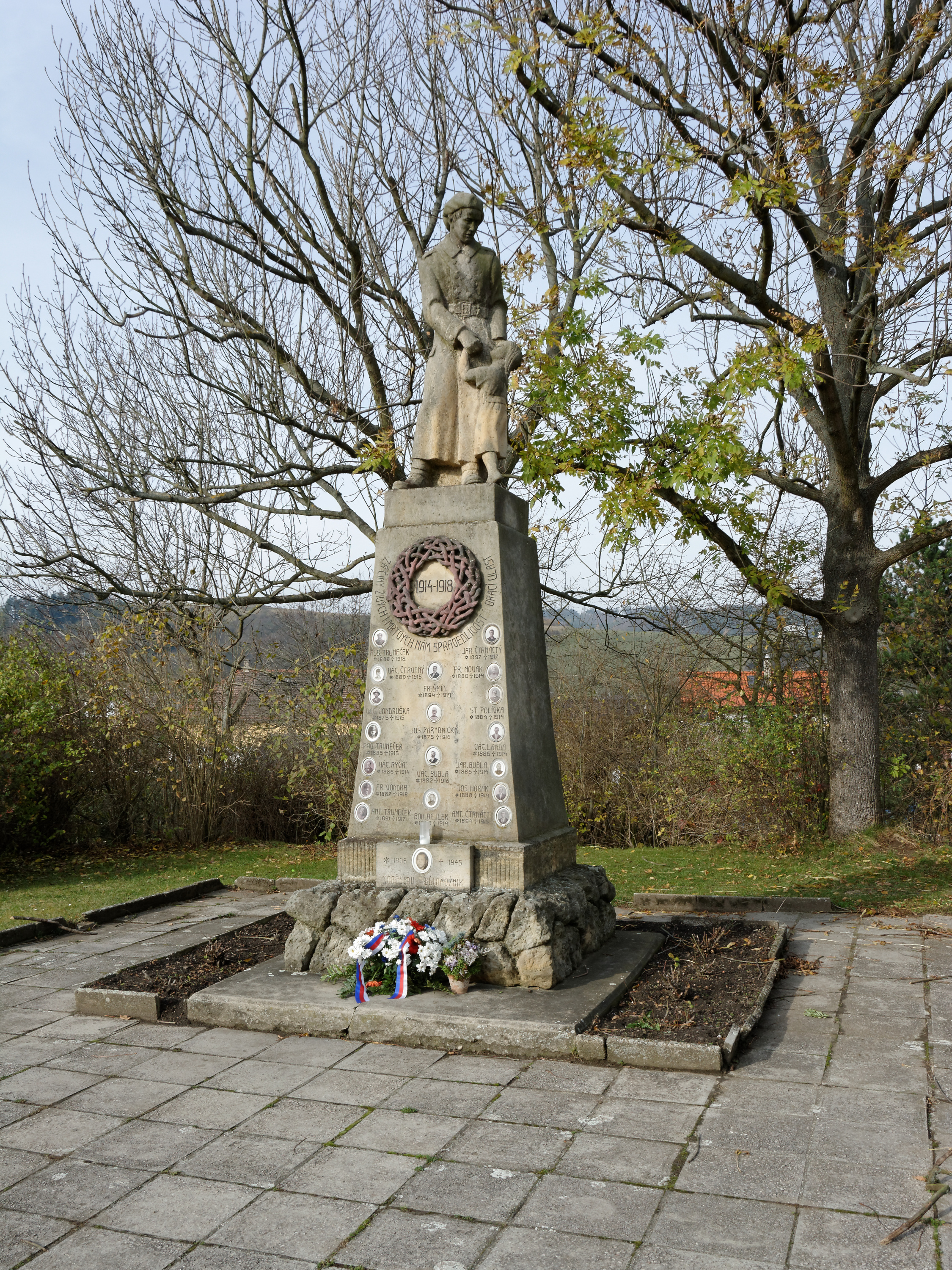
Pomník padlým v první světové válce.
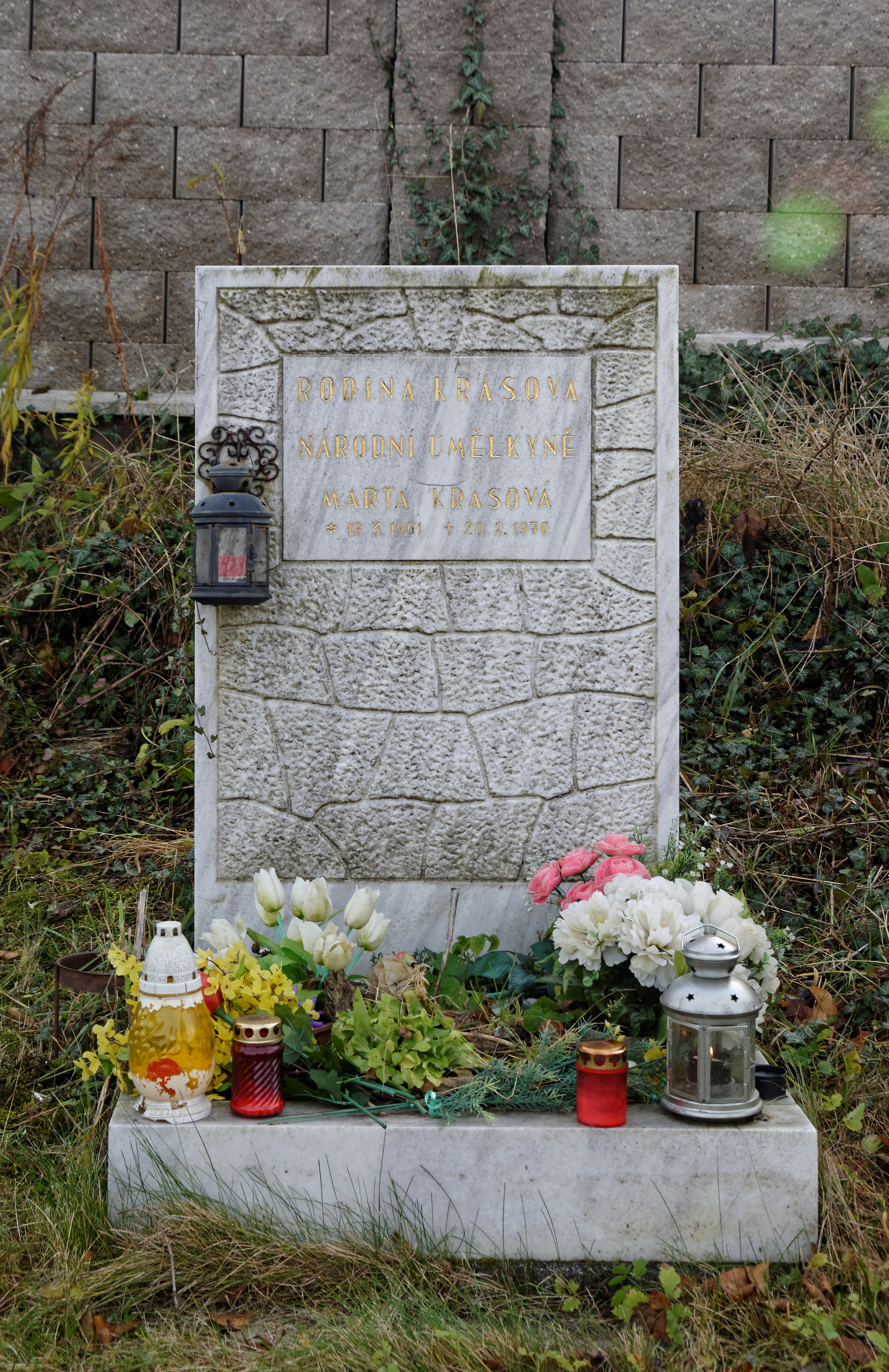
Náhrobek operní pěvkyně Marty Krásové
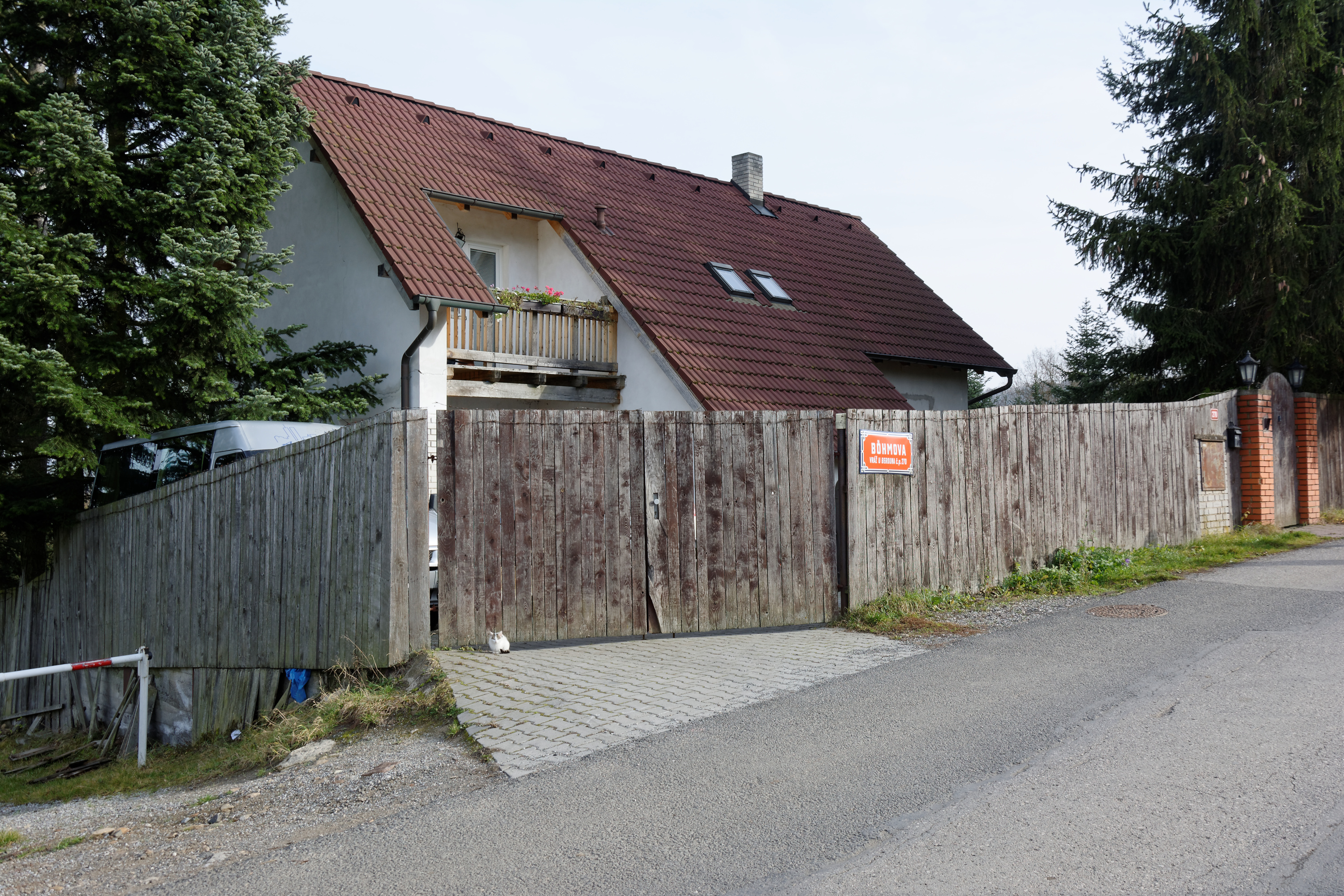
Vráž, čp. 270, místo, kde měl profesor Josef Böhm svou chatu. Později přestavěno na rodinný dům.

## Obec Vráž v literatuře
- František Palacký, Popis Králowstwí českého, 1848, str. 248, Berounsko: „-Wráž- 44 domů 307 obyvatel“.
- Václav Kolyška, Místopisný slovník království českého, cca 1880: „Vráž, katastr. i místní obec 6,45 km², 72 domů, 602 Čechů, hejtm. Hořovice zastupitelství okr. Beroun, býv. panství Týn Karlův, fara a pošta Loděnice, filiální kostel sv. Bartoloměje 2tř. škola/IV,4/ cihelna, samota: Na Lesích“.

## Znak a vlajka
- Znak: V modrém štítě na zeleném návrší s položeným stříbrným nožem se zlatou rukojetí, stříbrná věž se dvěma černými gotickými okny nad sebou, červenou valbovou střechou se dvěma zlatými patriaršími křížky a dvěma stříbrnými přístavky s červenou šikmou a kosmou střechou. Věž je inspirována věží kostela sv. Bartoloměje ve Vráži. Věž, stejně jako ve skutečnosti stojí na návrší, které zde může plnit funkci mluvícího znamení. Vráž má původ v pojmenování pro kopec, návrší, pahorek atp. Nůž v návrší jako atribut sv. Bartoloměje určuje věž jako věž kostela se zasvěcením tomuto světci, modrá barva štítu je barvou oblohy a umísťuje věž a návrší do "reálného" přirozeného prostředí.

- Vlajka: List tvoří žerďový pruh široký jednu třetinu délky listu, bílo- modro-bíle dělený v poměru 1 : 3 : 1, a tři vodorovné pruhy opačných barev. V modrém žerďovém poli na zeleném návrší bílá věž se dvěma černými gotickými okny nad sebou, červenou valbovou střechou se dvěma žlutými patriaršími křížky a dvěma bílými přístavky s červenou šikmou a kosmou střechou. Pod věží bílý nůž se žlutou rukojetí hrotem k žerdi a ostřím k dolnímu okraji. Modré pole v žerďové části opakuje podobu znaku. Barevnost ostatních částí praporu je odvozena od základních tinktur znaku - modré od barvy štítu a bílé od tinktury věže.

## Doprava
Dopravní síť

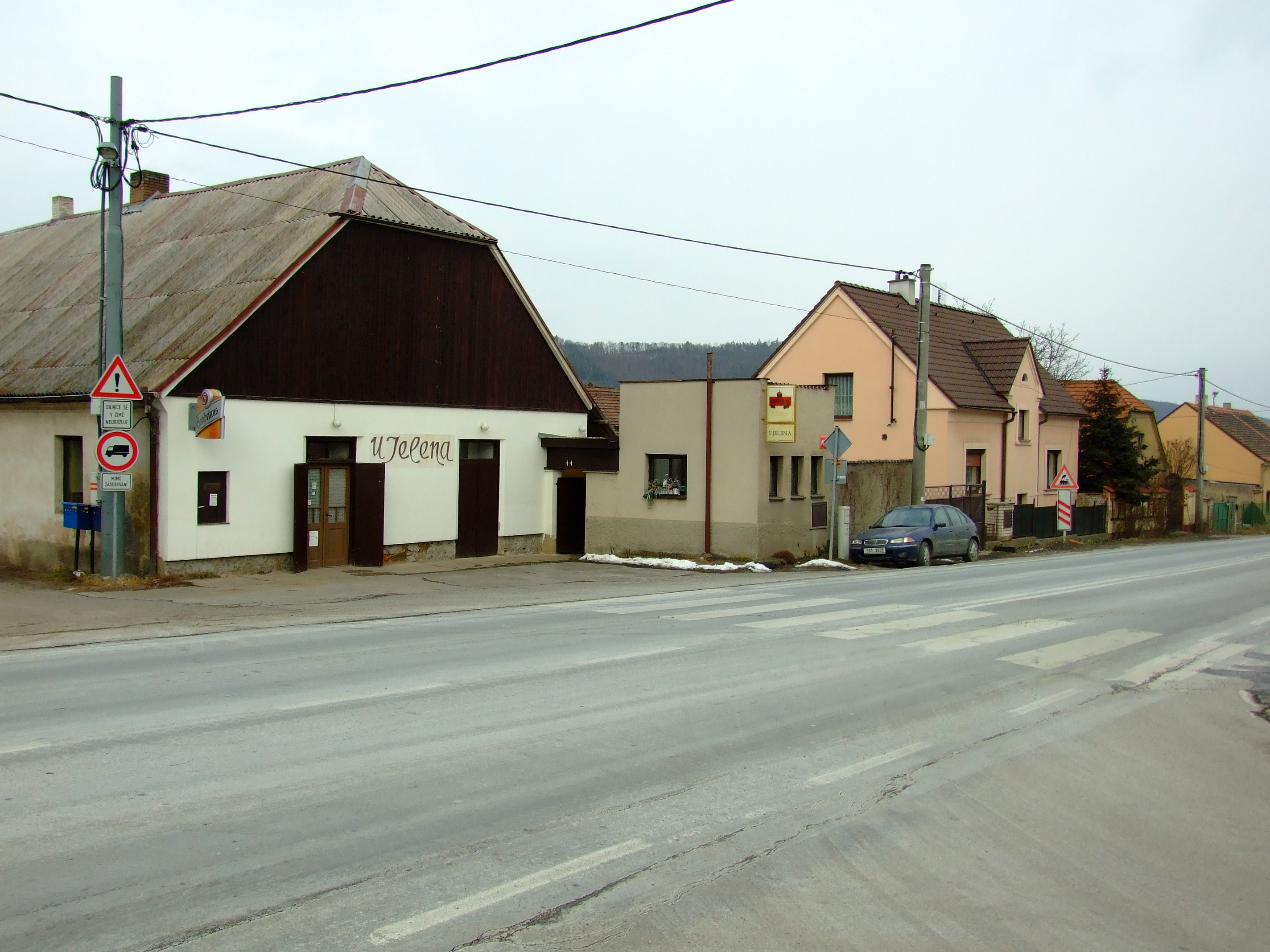
Hostinec U Jelena dal název zastávce „Vráž, U jelena“

- Pozemní komunikace – Územím obce prochází dálnice D5, obec leží mezi exity 10 (Loděnice) a 17 (Beroun-východ). Obcí vede silnice II/605 Praha - Beroun - Žebrák - Plzeň.

- Železnice – Obcí vede železniční Trať 173 Praha-Smíchov - Rudná u Prahy - Beroun, je to jednokolejná celostátní trať, doprava z Rudné do Berouna byla zahájena roku 1897.

Veřejná doprava 2011
- Autobusová doprava – Ve Vráži zastavovala příměstská linka 380 mezi Prahou a Berounem jezdící denně s mnoha spoji. Dále z obce vedly autobusové linky např. do těchto cílů: Beroun, Chrášťany, Králův Dvůr, Mořina, Praha, Zdice.

- Železniční doprava – Mezi Nučicemi a Berounem po trati 173 jezdilo v pracovních dnech 7 párů osobních vlaků, o víkendu 5 párů osobních vlaků.